# Jemos

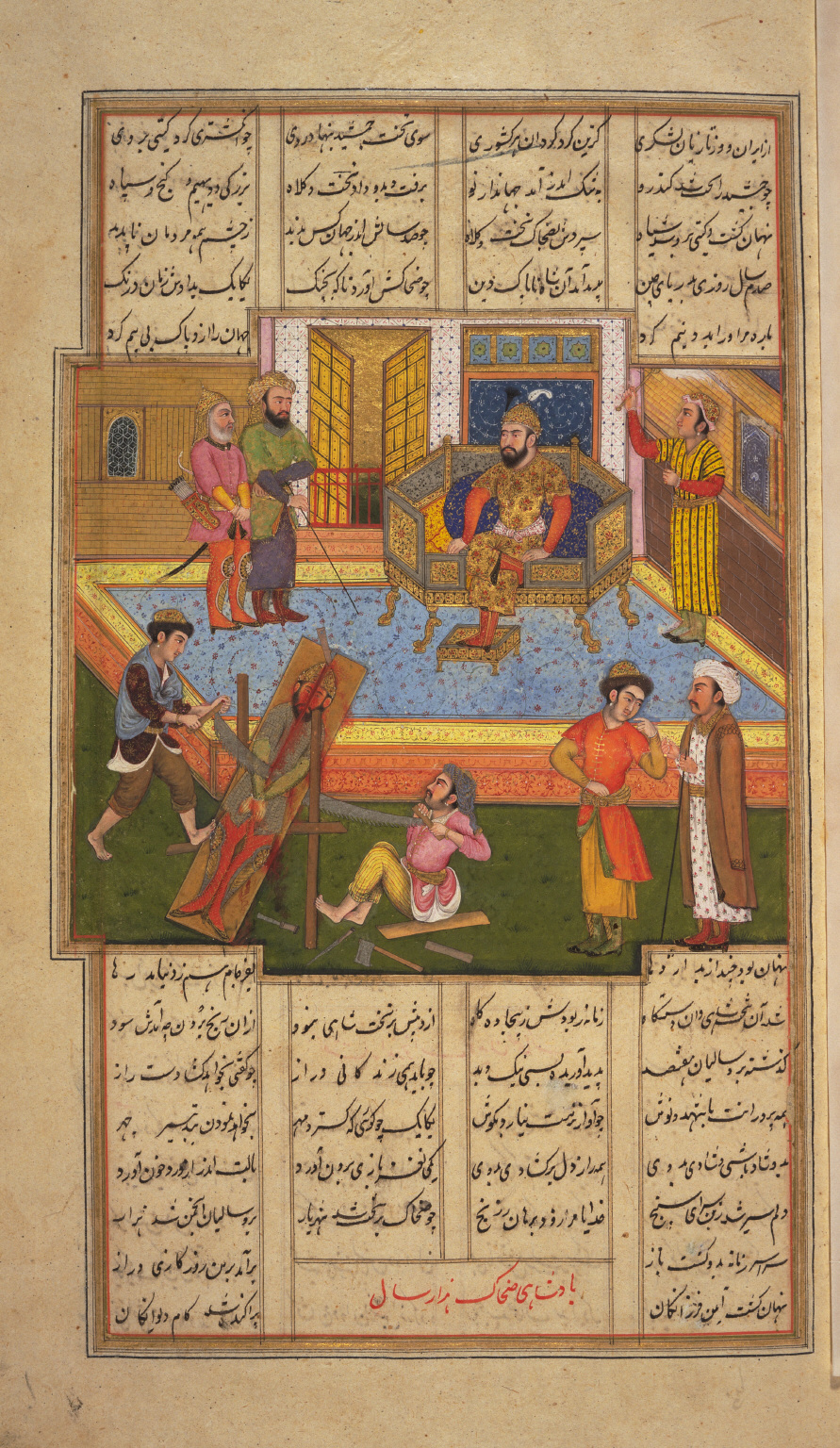
Džamšíd rozpůlen Spitjurem

*Jemos „dvojče“ je rekonstruovaná prvotní bytost v praindoevropské mytologii. Martin L. West udává vedle významu „dvojče“ také význam „hermafrodit“, a nabízí tak výklad, že Jemos je dvojčetem sama sebe. Jiné výklady jej považují za dvojče prvotního „člověka“ či „muže“, který jej zabije či obětuje, čímž dá vzniknout světu a stane se prapředkem lidstva.
Motiv prvotní oběti, pokud k této postavě skutečně patří, spojuje Jema s motivem prvotní bytosti, z jejíhož těla vzniká svět jako je védský Puruša, zarathuštrický Gajómart, severský Ymi nebo čínský Pangu. Z takové bytosti v indoevropských mytologiích také někdy vznikají společenské třídy, což je motiv, na který je kladen důraz zastánci trojfunkční hypotézy.

## Mýty
V Rgvédu se objevuje Jama „dvojče“, vládce mrtvých, první člověk, který obětoval bohům a který se měl se svojí sestrou Jamí stát prapředkem lidstva. Jama však odmítl  spáchat prvotní incest, a tak tuto úlohu převzal jeho nevlastní bratr Manu, „člověk“, který obětoval svou manželku Manáví. V témže textu se objevuje motiv prvotního obra Puruši, který prostupuje Zemí i vším prostorem. Ten byl obětován bohy a z této oběti povstalo veškeré stvoření, včetně nebe, země a společenských tříd: z úst bráhmani, z paží kšatrijové, ze stehen vajšjové a z chodidel šúdrové.
V 19. jaštu Avestu je král Jima „dvojče“ za své hříchy potrestán rozdělením své chvareny mezi Mithru, Keresáspu a Thraetónu a poté rozříznut ve dví Spitjurou.  Podle Bundahišnu, středoperské kosmologické encyklopedie, se svět zrodil tak, že Ahriman, protivník dobrého boha Ahura Mazdy, zabil prvního člověka Gajómarta a prvního vola, zatímco skutečným předkem lidstva se stal pár Mašjé, „muž“, a Mašjané, „manželka muže“.
V příběhu o založení Říma, který lze vykládat jako historizovaný mýtus o stvoření, je Remus zabit svým bratrem Romulem. Tuto vraždu lze interpretovat jako oběť zajišťující posvěcení založení města. Existuje také méně známý příběh o tom, jak byl Romulus zabit senátory, kteří jeho tělo rozřezali a vzniklé kusy si odnesli. Jméno Remus je opět vykládáno jako „dvojče“, zatímco jméno „Člověk“ se objevuje v jménu Quirina, božstva, s kterým byl Romulus často ztotožňován.
V díle Germania římského historika Publia Cornelia Tacita je zmiňován mýtus kontinentálních Germánů o prapředkovi jménem Tuisto, „Dvojče“, jehož syn Mannus, „Člověk“, zplodil syny tři: zakladatele kmenů Ingaevonů, Herminonů a Istaevonů. V pozdější Poetické Eddě se zase objevuje prvotní obr Ymi, jehož jméno je často vykládáno jako „dvojče“, který je zabit bohy a z jehož těla je vytvořen svět. Severská tradice zná i mýtus o vzniku společenských stavů, ale nefiguruje v něm žádná ze zmíněných postav, ale bůh Heimdall.
Velmi pozdní příklad koncepce prvotní bytosti, z které vznikají společenské vrstvy, se objevuje v ruském folklorní písni Golubinaja kniga, doložené až z 19. století, v které je přisuzován různým společenským vrstvám původ z různých částí prvního člověka Adama, carům z hlavy, knížatům-bojarům z ostatků a rolníkům z kolene.

## Hypotézy
Podle Jaana Puhvela v původním indoevropské mýtu Dvojče figurovalo jako starší a důležitější z dvojice, zatímco Člověk stál v pozadí, a až obětováním svého bratra vstoupil do děje a zahájil stvoření. Až pozdějším vývojem podle jeho názoru došlo k jejich pojetí jako otce a syna, jako v germánském mýtu, nebo ke vzniku ženských protějšků těchto prvotních bytostí jako ve védském mýtu. Puhvel tento příběh také vykládá jako mýtus o vzniku společenských stavů a mytické postavy a kmeny přiřazuje v rámci trojfunkční hypotézy k určitým funkcím:
- čtyři indické varny vzniklé z Puruši
- Jimova chvarena rozdělená mezi Mithru, Keresáspu a Thraetéónu
- Ramnes, Luceres, Tities – římské kmeny ustanovené Romulem brzy po založení města
- Ingaevones, Herminones, Istvaeones - kmeny vzešlé z Mannových synů

Martin L. West odmítá hypotézu Puhvela a dalších mytologů o tom, že Dvojče bylo zabito Člověkem. Podle jeho názoru došlo v těchto mýtech ke sloučení dvou odlišných konceptů, prvním je hermafroditní Dvojče plodící samo se sebou lidstvo, druhým prvotní obr, jež je zabit a z částí jeho těla utvořen svět. Kontaminaci obou těchto motivů spojuje s představou o tom, jak byly hermafroditní bytosti rozděleny ve dví, a tak došlo ke vzniku mužů a žen, která se objevuje například v Platónově Symposionu, kterou považuje za analogickou představě o oddělení nebes-otce a země-matky na počátku stvoření. Oddělení motivu prvotního člověka a prvotního obra také podporuje fakt, že indoevropeisté James Mallory a D. Q. Adams považují výklad severského Ymi jako „dvojče“ za nesprávný.